# OG Anunoby
Ogugua « OG » Anunoby, né le 17 juillet 1997 à Londres en Angleterre, est un joueur britannico-nigérian de basket-ball évoluant aux postes d'ailier et ailier fort pour les Knicks de New York en NBA. Il a aussi joué pendant deux ans pour les Hoosiers de l'Indiana en NCAA.

## Biographie

### Enfance
Anunoby naît à Londres en Angleterre, de parents d'origine nigériane et grandit à Jefferson City dans le Missouri, où son père est professeur à l'Université Lincoln. Son frère, Chigbo Anunoby, a joué pour les Browns de Cleveland, les Titans de Tennessee et les Vikings du Minnesota en NFL.

### Débuts
Anunoby joue pour Jefferson City. Pendant sa dernière année, il atteint une moyenne de 19,1 points et 8,6 rebonds par match. En octobre 2014, il choisit de jouer pour les Hoosiers de l'Indiana.

### Carrière universitaire
Anunoby joue 34 matchs sur 35 pour sa première saison chez les Hoosiers, avec une moyenne de 4,9 points, 2,6 rebonds et 0,5 passe décisive par match. Le 18 janvier 2017, Anunoby se blesse au genou droit contre les Nittany Lions de Penn State, il doit subir une opération du genou qui fait arrêter prématurément sa saison. Le 10 avril 2017, il déclare vouloir être drafté, il engage par la même occasion un agent, ce qui lui fait perdre son admissibilité pour les années de collège restantes.

### Carrière professionnelle

#### Raptors de Toronto (2017-2023)
Le 22 juin 2017, Anunoby est drafté par les Raptors de Toronto en tant que 23e choix et signe un contrat de deux ans en team option (à la fin de son contrat, la franchise peut décider de l'envoyer sur le marché et de ne pas payer son salaire, ou de prolonger son contrat). Norman Powell étant blessé, il joue son premier match professionnel le 14 novembre, contre les Rockets de Houston et marque 16 points, dont 3 trois-points, 2 rebonds, une passe décisive et une interception en 30 minutes de jeu. Le 3 avril 2018, il tire son premier buzzer beater contre les Cavaliers de Cleveland.
En décembre 2020, il signe une extension de contrat avec les Raptors pour un contrat de 72 millions de dollars sur quatre ans.

#### Knicks de New York (depuis 2024)
Fin décembre 2023, il est transféré vers les Knicks de New York avec Malachi Flynn et Precious Achiuwa contre R. J. Barrett et Immanuel Quickley.
Agent libre à l'été 2024, il prolonge avec les Knicks pour 5 ans et 212,5 millions de dollars.

## Palmarès
- Champion NBA en 2019 avec les Toronto Raptors.
- Champion de Conférence Est en 2019 avec les Toronto Raptors.

### Distinctions personnelles
- NBA All-Defensive Second Team en 2023.
- Joueur ayant fait le plus d’interception en moyenne en 2023.

## Statistiques

### Universitaires
Statistiques en NCAA de OG Anunoby.
| Saison    | Équipe  | Matchs | Titul. | Min./m | % Tir | % 3pts | % LF | Rbds/m. | Pass/m. | Int/m. | Ctr/m. | Pts/m. |
| --------- | ------- | ------ | ------ | ------ | ----- | ------ | ---- | ------- | ------- | ------ | ------ | ------ |
| 2015-2016 | Indiana | 34     | 0      | 13,7   | 56,9  | 44,8   | 47,6 | 2,65    | 0,53    | 0,79   | 0,76   | 4,85   |
| 2016-2017 | Indiana | 16     | 10     | 25,1   | 55,7  | 31,1   | 56,3 | 5,43    | 1,44    | 1,31   | 1,31   | 11,06  |
| Total     | Total   | 50     | 10     | 17,4   | 56,3  | 36,5   | 52,2 | 3,54    | 0,82    | 0,96   | 0,94   | 6,84   |

### Professionnelles

#### Saison régulière
| Champion NBA | Leader de la ligue |

Statistiques en saison régulière de OG Anunoby.
| Saison    | Équipe   | Matchs | Titul. | Min./m | % Tir | % 3pts | % LF | Rbds/m. | Pass/m. | Int/m. | Ctr/m. | Pts/m. |
| --------- | -------- | ------ | ------ | ------ | ----- | ------ | ---- | ------- | ------- | ------ | ------ | ------ |
| 2017-2018 | Toronto  | 74     | 62     | 20,0   | 47,1  | 37,1   | 62,9 | 2,49    | 0,74    | 0,70   | 0,19   | 5,92   |
| 2018-2019 | Toronto  | 67     | 6      | 20,2   | 45,3  | 33,2   | 58,1 | 2,94    | 0,70    | 0,69   | 0,33   | 7,00   |
| 2019-2020 | Toronto  | 69     | 68     | 29,9   | 50,5  | 39,0   | 70,6 | 5,28    | 1,57    | 1,39   | 0,65   | 10,62  |
| 2020-2021 | Toronto  | 43     | 43     | 33,3   | 48,0  | 39,8   | 78,4 | 5,51    | 2,19    | 1,53   | 0,74   | 15,86  |
| 2021-2022 | Toronto  | 48     | 48     | 36,0   | 44,3  | 36,3   | 75,4 | 5,50    | 2,60    | 1,48   | 0,52   | 17,12  |
| 2022-2023 | Toronto  | 67     | 67     | 35,6   | 47,6  | 38,7   | 83,8 | 4,96    | 1,96    | 1,91   | 0,75   | 16,78  |
| 2023-2024 | Toronto  | 27     | 27     | 33,3   | 48,9  | 37,4   | 71,7 | 3,90    | 2,60    | 1,00   | 0,50   | 15,10  |
| 2023-2024 | New York | 23     | 23     | 34,9   | 48,8  | 39,4   | 79,1 | 4,40    | 1,50    | 1,70   | 1,00   | 14,10  |
| Total     | Total    | 418    | 344    | 29,1   | 47,4  | 37,6   | 74,5 | 4,30    | 1,60    | 1,30   | 0,50   | 12,00  |

Dernière modification le 29 novembre 2024.

#### Playoffs
Statistiques en playoffs de OG Anunoby.
| Saison | Équipe   | Matchs | Titul. | Min./m | % Tir | % 3pts | % LF | Rbds/m. | Pass/m. | Int/m. | Ctr/m. | Pts/m. |
| ------ | -------- | ------ | ------ | ------ | ----- | ------ | ---- | ------- | ------- | ------ | ------ | ------ |
| 2018   | Toronto  | 10     | 10     | 23,8   | 55,8  | 44,8   | 72,7 | 2,10    | 0,70    | 0,60   | 0,40   | 7,90   |
| 2020   | Toronto  | 11     | 11     | 35,7   | 45,5  | 41,5   | 64,3 | 6,91    | 1,18    | 1,00   | 1,18   | 10,45  |
| 2022   | Toronto  | 6      | 6      | 36,1   | 47,6  | 34,1   | 75,0 | 4,00    | 2,50    | 1,00   | 0,17   | 17,33  |
| 2024   | New York | 9      | 9      | 36,0   | 50,5  | 41,0   | 61,5 | 6,00    | 1,10    | 0,90   | 1,00   | 15,10  |
| Total  | Total    | 36     | 36     | 32,6   | 49,2  | 40,0   | 67,6 | 4,90    | 1,30    | 0,90   | 0,80   | 12,10  |

Dernière modification le 29 novembre 224.

## Records sur une rencontre en NBA
Les records personnels d'OG Anunoby en NBA sont les suivants, :
| Type de statistique        | Saison régulière | Saison régulière          | Saison régulière  | Playoffs | Playoffs              | Playoffs         |
| Type de statistique        | Record           | Adversaire                | Date              | Record   | Adversaire            | Date             |
| -------------------------- | ---------------- | ------------------------- | ----------------- | -------- | --------------------- | ---------------- |
| Points                     | 40               | @ Nuggets de Denver       | 25 novembre 2024  | 28       | Pacers de l'Indiana   | 8 mai 2024       |
| Paniers marqués            | 16               | @ Nuggets de Denver       | 25 novembre 2024  | 10       | 2 fois                | 2 fois           |
| Paniers tentés             | 27               | @ Knicks de New York      | 1er novembre 2021 | 19       | Pacers de l'Indiana   | 8 mai 2024       |
| Paniers à 3 points réussis | 7                | @ Spurs de San Antonio    | 05 novembre 2023  | 4        | 6 fois                | 6 fois           |
| Paniers à 3 points tentés  | 13               | 2 fois                    | 2 fois            | 9        | 2 fois                | 2 fois           |
| Lancers francs réussis     | 10               | Bucks de Milwaukee        | 28 mars 2025      | 6        | 76ers de Philadelphie | 20 avril 2022    |
| Lancers francs tentés      | 10               | 2 fois                    | 2 fois            | 9        | 76ers de Philadelphie | 20 avril 2022    |
| Rebonds offensifs          | 5                | 3 fois                    | 3 fois            | 5        | @ Celtics de Boston   | 9 septembre 2020 |
| Rebonds défensifs          | 11               | @ Heat de Miami           | 2 janvier 2020    | 8        | 2 fois                | 2 fois           |
| Rebonds totaux             | 14               | @ Heat de Miami           | 29 janvier 2022   | 13       | @ Celtics de Boston   | 9 septembre 2020 |
| Passes décisives           | 6                | 4 fois                    | 4 fois            | 4        | 2 fois                | 2 fois           |
| Interceptions              | 7                | @ Nuggets de Denver       | 1er mars 2020     | 3        | @ Celtics de Boston   | 3 septembre 2020 |
| Contres                    | 4                | 2 fois                    | 2 fois            | 2        | 6 fois                | 6 fois           |
| Balles perdues             | 7                | Trail Blazers de Portland | 28 mars 2021      | 4        | @ Celtics de Boston   | 9 septembre 2020 |
| Minutes jouées             | 56               | @ Heat de Miami           | 29 janvier 2022   | 50       | 2 fois                | 2 fois           |

- Double-double : 16 (dont 2 en playoffs)
- Triple-double : 0

Dernière mise à jour : 17 janvier 2024